# ۴۷۶۸ هارتلی
سیارک ۴۷۶۸ (به انگلیسی: 4768 Hartley، نامگذاری:1988PH1) چهار هزار و هفتصد و شصت و هشتمین سیارک کشف شده‌است که در ۱۱ اوت ۱۹۸۸ کشف شد.
قدر مطلق سیارک برابر ۱۱٫۳۰ است.